# فرهنگ پاکی
فرهنگ پاکی (انگلیسی: Purity culture) خرده فرهنگ درون مسیحیت است که بر «پاکیت فردی» ذهنی تأکید دارد، که عموماً با عفت زنان مرتبط است.

## اجزاء
فرهنگ پاکی تأکید زیادی بر پرهیز از آمیزش جنسی قبل از ازدواج دارد. قرار گذاشتن به‌طور کامل برای جلوگیری از رابطه جنسی قبل از ازدواج ممنوع است. به زنان و دختران گفته می‌شود که برای جلوگیری از برانگیختن میل جنسی در مردان و پسران، پوشیده و ساده بپوشند. فرهنگ پاکی نیز بر نقش‌های جنسیتی سنتی تأکید دارد.
خودارضایی برای زنان بیشتر از مردان ممنوع است.